# Christoph Friedrich von Mosch

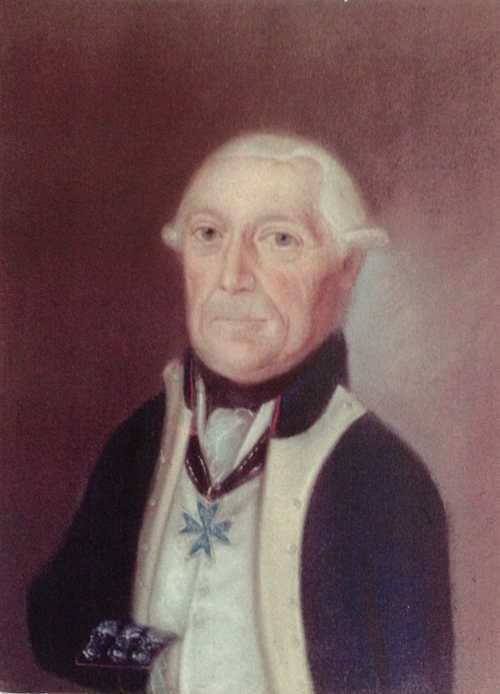
Christoph Friedrich von Mosch (1733–1821)

Christoph Friedrich von Mosch (* 25. September 1733 in Altdorf bei Sagan; † 22. Juli 1821 in Berlin) war ein preußischer Generalleutnant und Kommandant von Wesel.

## Leben

### Herkunft
Christoph Friedrich von Mosch war eins von 16 Kindern des Hans Christoph von Mosch und dessen Ehefrau Charlotte Franziska, geborene von Unruh. Seine Brüder waren unter anderen Generalleutnant Carl Rudolph von Mosch (1718–1798) und Generalmajor August Wilhelm von Mosch (1735–1815).

### Militärkarriere
Im Jahr 1748 wurde Mosch einer von acht Leibpagen des Königs Friedrich des Großen von Preußen. Nach Beendigung seines Pagendienstes trat er am 29. November 1752 als Fähnrich in das Infanterieregiment „Markgraf“ ein und avancierte am 29. Juni 1756 zum Sekondeleutnant. Im Siebenjährigen Krieg nahm das Regiment wiederholt an besonders harten und verlustreichen Kämpfen teil, bei denen Mosch mehrfach verwundet wurde. Besonders schwer traf ihn eine Kopfverletzung, die ein Chirurg meisterhaft mit einer silbernen Platte reparierte. Am 8. März 1758 wurde er Premierleutnant, am 22. Februar 1762 Stabskapitän sowie am 17. Mai 1768 Kapitän und Kompaniechef. Nach seiner Beförderung am 13. Dezember 1778 zum Major, wurde er am 3. März 1786 Bataillonskommandeur, am 4. Juni 1788 Oberstleutnant, am 1. September 1790 Oberst und am 4. Dezember 1792 Kommandeur des Infanterieregiments „Herzog Friedrich von Braunschweig“. Am 29. Dezember 1794 wurde er Chef des Infanterieregiments „von Bonin“ das nun Infanterieregiment „von Mosch“ hieß. Am 8. Januar 1795 wurde er Generalmajor und erhielt am 5. März 1795 den Orden Pour le Mérite.
Am 28. Januar 1799 übertrug ihm König Friedrich Wilhelm III. die Kommandantur von Wesel. Am 25. Juni 1802 wurde er Generalleutnant und am 13. Oktober 1805 in den Ruhestand versetzt, da seine Gesundheitsumstände es ihm nicht mehr gestatteten, seinen Posten weiter zu versehen. Mosch wurde am 26. Juli 1821 auf dem Kirchhof vor dem Halleschen Tor in Berlin beigesetzt.

### Familie
Er heiratete am 10. Februar 1794 Charlotte Friederike Haack (* 16. April 1752; † 6. März 1804), Tochter des Erdmann Friedrich von Haack. Aus der Ehe gingen sechs Kinder hervor, darunter:
- Wilhelm August (* 11. Juni 1778; † 28. April 1861), Adelslegitimation 5. Juli 1787

⚭ 23. Juni 1817 Henriette Wilhelmine Adolphine von Ciriacy (* 7. Mai 1800; † 3. Januar 1833)
⚭ 11. Juli 1842 Karoline Henriette Alexandrine von Sydow (* 29. November 1808; † 5. Juli 1888)